# 210
210是209與211之間的自然數。

## 在數學中
- 合數，正因數有1、2、3、5、6、7、10、14、15、21、30、35、42、70、105和210。
質因數分解為{\displaystyle 2\times 3\times 5\times 7}。
- 第49個過剩數，真因數和為366，盈度為156。前一個為208、下一個為216。
  - 第50個半完全數，和為本身的其中一組因數為1、 2、 3、 5、 6、 7、 10、 14、 15、 35、 42、 70。前一個為208、下一個為216。
- 無平方數因數的數。
- 第15個普洛尼克數，為14與15的乘積。前一個為182、下一個為240。
- 第4個質數階乘，即前4個質數的乘積。前一個為30、下一個為2310。
- 第64個十进制的哈沙德數。前一個為209、下一個為216。
- 十进制的奢侈數。
- 第12個不可及數。前一個為206、下一個為216。
- 第20個三角形數
- 第12個五邊形數
- 繼1之後第2個同時為三角形數和五邊形數的數（第3個是40755）
- 繼120後第2個在楊輝三角形出現剛好6次的數
- 八個連續質數的和：13+17+19+23+29+31+37+41 = 210
- 質數階乘